# Marian Turowski
Marian Turowski (Sobótka, Voivodat de Baixa Silèsia, 27 de desembre de 1964) va ser un ciclista amateur polonès. Va destacar en la pista on va aconseguir una medalla de plata al Campionat del món de persecució per equips de 1985. Va participar en els Jocs Olímpics de Seül.